# Apristurus albisoma
Apristurus albisoma es una especie de peces de la familia Scyliorhinidae en el orden de los Carcharhiniformes.

## Morfología
Puede alcanzar 59,6 cm de largo total en el caso de los machos y 56,6 en el de las hembras.

## Reproducción
Es ovíparo. 

## Distribución geográfica
Se encuentra en las  costas del sur de Nueva Caledonia. 